# Eneas Henry George Grant
Eneas Henry George Grant, britanski general, * 14. avgust 1901, † 5. februar 1994.